# 2016. évi nyári olimpiai játékok
A 2016. évi nyári olimpiai játékokat, hivatalos nevén a XXXI. nyári olimpiai játékokat 2016. augusztus 5. és augusztus 21. között rendezték meg a brazíliai Rio de Janeiróban. A rendezvényt a szeptember 7-től 18-ig tartó 2016. évi nyári paralimpiai játékok követték. A játékok megrendezésével Rio de Janeiro az első dél-amerikai város, amely olimpiát rendezett. A játékokon rekordszámú ország vett részt, 207 ország jelezte a részvételét, köztük most először Dél-Szudán és Koszovó. 306 aranyérmet osztottak ki 28 sportág 42 szakágában.
2009. október 2-án a NOB 121. ülésszakán Koppenhágában a 2016. évi nyári olimpia házigazdájának Rio de Janeirót választották meg. A város a háromkörös szavazáson Chicagót, Tokiót és Madridot előzte meg.

## A pályázat
| Rio de Janeiro 2016 | Brazília                  | 26 | 46 | 66 |
| Madrid 2016         | Spanyolország             | 28 | 29 | 32 |
| Tokió 2016          | Japán                     | 22 | 20 | –  |
| Chicago 2016        | Amerikai Egyesült Államok | 18 | –  | –  |

2019 júliusában Sergio Cabral, Rio de Janeiro állam volt kormányzója beismerte, hogy 2 millió dollárért szavazatokat vásárolt a NOB egyik tagjának megvesztegetésével az olimpia megrendezéséhez.

## Olimpiai fejlesztések és felkészülés
2014 áprilisában távozott a posztjáról Maria Silvia Bastos Marques, az előkészületekkel megbízott cég vezetője.

### Létesítmények, infrastruktúra
2016. június 15-én adták át az olimpiai falut. A létesítmény Barra da Tijucában 200 000 négyzetméteren terül el. A faluban 31 épületben 3604 lakás található és 17 950 személyt lehet benne elszállásolni. A beruházás 232 milliárd forintnyi összegbe került.

## Érmek
Az olimpia érmeit 2016 júniusában mutatták be. A súlyuk 500 gramm. Gyártásuk során nem használtak higanyt. Az ezüst- és a bronzérmek 30%-ban újrahasznosított anyagokból, pl. elektronikai hulladékból készültek. Az érmek szalagjainak alapanyaga műanyagpalack. Az érmek dobozának anyaga freijo fa. Az érmek egyik oldalát egy babérlevéllel övezett szem-szimbólummal díszítették. A másik oldalon Niké istennő, a Panathinaiko stadion és az Akropolisz látható.
2017 májusáig legalább 100 riói dobogós jelezte, hogy érmük rozsdásodni kezdett. A szervezők és a NOB vállalta, hogy ezeket kicserélik.

## Kabalaállatok
2014. november 23-án mutatták be a 2016. évi nyári olimpia és a paralimpia kabalaállatait. Az olimpia kabalája egy macskaféle alak. A két figura nevéről szavazás döntött, melynek eredményét 2014 december 15-én hozták nyilvánosságra. A lehetséges névváltozatok: Oba és Eba; Tiba Tuque és Esquindim valamint Vinicius és Tom voltak. A kabalákat a Birdo Producoes animációs cég tervezte. A voksoláson Vinicius és Tom győzött. A neveket Vinicius de Moraes és Tom Jobim brazil zenészek emlékére adták.

## Jegyek
Az olimpiára 7,5 millió jegyet adtak ki. A jegyeket 2015 márciusától lehetett lefoglalni. A vásárlás lehetőségét 2015 júniusában sorsolták ki a jelentkezők között. A belépők 70 százalékát brazil állampolgárok vehették meg. A legolcsóbb jegy 12 $-ba, a legdrágább (megnyitó) 1400 $-ba került. A jegyek több mint fele 25 $-nál olcsóbb volt.

## Az olimpiai láng és a fáklyavivők útja Olümpiától Rio de Janeiróig
Az olimpiai lángot április 21-én gyújtották meg a játékok ókori szülőhelyén, a görögországi Olümpiában. Az egymást váltó fáklyavivőkkel a láng április 27-én Athénban, április 29-én Lausanne-ban, 30-án Genfben volt, és május 3-án Brazíliába érkezett.
Brazíliavárosból indulva több mint 12 000 résztvevővel megkezdődött az olimpiát rendező Rio de Janeiro városához vezető három hónapos fáklyás váltófutás, amelynek úgy tervezték útvonalát, hogy a láng eljusson minden szövetségi államba és 329 városba.
Augusztus 3-án, helyi idő szerint szerda reggel megérkezett az olimpiai láng a pénteken kezdődő XXXI. nyári olimpiai játékok városába, Rio de Janeiróba, ahol azt Eduardo Paes polgármester fogadta. 600 brazil futhatott a fáklyával a nyári játékok városán át vezető 90 kilométeres szakaszon, melynek keretében 4-én este a Copacabana strand mentén futottak. Augusztus 5-én reggel a lángot a Megváltó Krisztus-szoborhoz vitték a Corcovado-hegy tetejére, majd a város másik szimbólumának számító Cukorsüveg-hegyre.
Péntek este a láng útja végéhez ért. Az olimpiai láng Olümpiában még tavasszal meggyújtott és Rio de Janeiróig vezető hosszú útjának csúcspontja volt a Maracana Stadionban a megnyitó ünnepen a hozott lánggal az ottani télben meggyújtani a riói lángot, amely aztán augusztus 21-ig, az olimpia végéig égett. A lángot a Pierre de Coubertin-éremmel kitüntetett Vanderlei de Lima, a 2004. évi nyári olimpiai játékok maratonfutásának bronzérmese gyújtotta meg.

## Versenyszámok
| Sportág       | Sportág     | Érem | Sportág        | Sportág        | Érem | Sportág              | Sportág              | Érem |
| ------------- | ----------- | ---- | -------------- | -------------- | ---- | -------------------- | -------------------- | ---- |
| Asztalitenisz |             | 4    | Kézilabda      |                | 2    | Tenisz               |                      | 5    |
| Atlétika      |             | 47   | Kosárlabda     |                | 2    | Tollaslabda          |                      | 5    |
| Birkózás      |             | 18   | Labdarúgás     |                | 2    | Torna                |                      | 18   |
| Szabadfogás   | Szabadfogás | 12   | Lovaglás       |                | 6    | Szertorna            | Szertorna            | 14   |
| Kötöttfogás   | Kötöttfogás | 6    | Díjlovaglás    | Díjlovaglás    | 2    | Ritmikus gimnasztika | Ritmikus gimnasztika | 2    |
| Cselgáncs     |             | 14   | Díjugratás     | Díjugratás     | 2    | Trambulin            | Trambulin            | 2    |
| Evezés        |             | 14   | Lovastusa      | Lovastusa      | 2    | Triatlon             |                      | 2    |
| Golf          |             | 2    | Műugrás        |                | 8    | Úszás                |                      | 34   |
| Gyeplabda     |             | 2    | Ökölvívás      |                | 13   | Vitorlázás           |                      | 10   |
| Íjászat       |             | 4    | Öttusa         |                | 2    | Vívás                |                      | 10   |
| Kajak-kenu    |             | 16   | Rögbi          |                | 2    | Vízilabda            |                      | 2    |
| Síkvízi       | Síkvízi     | 12   | Röplabda       |                | 4    |                      |                      |      |
| Szlalom       | Szlalom     | 4    | Röplabda       | Röplabda       | 2    |                      |                      |      |
| Kerékpár      |             | 18   | Strandröplabda | Strandröplabda | 2    |                      |                      |      |
| BMX           | BMX         | 2    | Sportlövészet  |                | 15   |                      |                      |      |
| Hegyi         | Hegyi       | 2    | Súlyemelés     |                | 15   |                      |                      |      |
| Országúti     | Országúti   | 4    | Szinkronúszás  |                | 2    |                      |                      |      |
| Pálya         | Pálya       | 10   | Taekwondo      |                | 8    |                      |                      |      |

## Menetrend
A hivatalos programot 2015. március 24-én tették közzé.
| Augusztus           | 3 | 4 | 5 | 6  | 7  | 8  | 9  | 10 | 11 | 12  | 13  | 14  | 15  | 16  | 17  | 18  | 19  | 20  | 21  | Összesen |
| ------------------- | - | - | - | -- | -- | -- | -- | -- | -- | --- | --- | --- | --- | --- | --- | --- | --- | --- | --- | -------- |
| Ünnepségek          |   |   | ● |    |    |    |    |    |    |     |     |     |     |     |     |     |     |     | ●   |          |
| Asztalitenisz       |   |   |   |    |    |    |    | 1  | 1  |     |     |     |     | 1   | 1   |     |     |     |     | 4        |
| Atlétika            |   |   |   |    |    |    |    |    |    | 3   | 5   | 4   | 5   | 5   | 4   | 6   | 7   | 7   | 1   | 47       |
| Birkózás            |   |   |   |    |    |    |    |    |    |     |     | 2   | 2   | 2   | 3   | 3   | 2   | 2   | 2   | 18       |
| Cselgáncs           |   |   |   | 2  | 2  | 2  | 2  | 2  | 2  | 2   |     |     |     |     |     |     |     |     |     | 14       |
| Evezés              |   |   |   |    |    |    |    | 2  | 4  | 4   | 4   |     |     |     |     |     |     |     |     | 14       |
| Golf                |   |   |   |    |    |    |    |    |    |     |     | 1   |     |     |     |     |     | 1   |     | 2        |
| Gyeplabda           |   |   |   |    |    |    |    |    |    |     |     |     |     |     |     | 1   | 1   |     |     | 2        |
| Íjászat             |   |   |   | 1  | 1  |    |    |    | 1  | 1   |     |     |     |     |     |     |     |     |     | 4        |
| Kajak-kenu          |   |   |   |    |    |    | 1  | 1  | 2  |     |     |     |     | 4   |     | 4   |     | 4   |     | 16       |
| Kerékpár            |   |   |   | 1  | 1  |    |    | 2  | 1  | 2   | 2   | 1   | 1   | 3   |     |     | 2   | 1   | 1   | 18       |
| Kézilabda           |   |   |   |    |    |    |    |    |    |     |     |     |     |     |     |     |     | 1   | 1   | 2        |
| Kosárlabda          |   |   |   |    |    |    |    |    |    |     |     |     |     |     |     |     |     | 1   | 1   | 2        |
| Labdarúgás          |   |   |   |    |    |    |    |    |    |     |     |     |     |     |     |     | 1   | 1   |     | 2        |
| Lovaglás            |   |   |   |    |    |    | 2  |    |    | 1   |     |     | 1   |     | 1   |     | 1   |     |     | 6        |
| Műugrás             |   |   |   |    | 1  | 1  | 1  | 1  |    |     |     | 1   |     | 1   |     | 1   |     | 1   |     | 8        |
| Ökölvívás           |   |   |   |    |    |    |    |    |    |     |     | 1   | 1   | 1   | 1   | 1   | 1   | 3   | 4   | 13       |
| Öttusa              |   |   |   |    |    |    |    |    |    |     |     |     |     |     |     |     | 1   | 1   |     | 2        |
| Rögbi               |   |   |   |    |    | 1  |    |    | 1  |     |     |     |     |     |     |     |     |     |     | 2        |
| Röplabda            |   |   |   |    |    |    |    |    |    |     |     |     |     |     | 1   | 1   |     | 1   | 1   | 4        |
| Sportlövészet       |   |   |   | 2  | 2  | 2  | 1  | 2  | 1  | 2   | 2   | 1   |     |     |     |     |     |     |     | 15       |
| Súlyemelés          |   |   |   | 1  | 2  | 2  | 2  | 2  |    | 2   | 1   | 1   | 1   | 1   |     |     |     |     |     | 15       |
| Szinkronúszás       |   |   |   |    |    |    |    |    |    |     |     |     |     | 1   |     |     | 1   |     |     | 2        |
| Taekwondo           |   |   |   |    |    |    |    |    |    |     |     |     |     |     | 2   | 2   | 2   | 2   |     | 8        |
| Tenisz              |   |   |   |    |    |    |    |    |    | 1   | 1   | 3   |     |     |     |     |     |     |     | 5        |
| Tollaslabda         |   |   |   |    |    |    |    |    |    |     |     |     |     |     | 1   | 1   | 2   | 1   |     | 5        |
| Torna               |   |   |   |    |    | 1  | 1  | 1  | 1  | 1   | 1   | 4   | 3   | 3   |     |     |     | 1   | 1   | 18       |
| Triatlon            |   |   |   |    |    |    |    |    |    |     |     |     |     |     |     | 1   |     | 1   |     | 2        |
| Úszás               |   |   |   | 4  | 4  | 4  | 4  | 4  | 4  | 4   | 4   |     | 1   | 1   |     |     |     |     |     | 34       |
| Vitorlázás          |   |   |   |    |    |    |    |    |    |     |     | 2   | 2   | 2   | 2   | 2   |     |     |     | 10       |
| Vívás               |   |   |   | 1  | 1  | 1  | 1  | 2  | 1  | 1   | 1   | 1   |     |     |     |     |     |     |     | 10       |
| Vízilabda           |   |   |   |    |    |    |    |    |    |     |     |     |     |     |     |     | 1   | 1   |     | 2        |
| Összes aznapi döntő |   |   |   | 12 | 14 | 14 | 15 | 20 | 19 | 24  | 21  | 22  | 17  | 25  | 16  | 23  | 22  | 30  | 12  | 306      |
| Összesítés          |   |   |   | 12 | 26 | 40 | 55 | 75 | 94 | 118 | 139 | 161 | 178 | 203 | 219 | 242 | 264 | 294 | 306 |          |
| Augusztus           | 3 | 4 | 5 | 6  | 7  | 8  | 9  | 10 | 11 | 12  | 13  | 14  | 15  | 16  | 17  | 18  | 19  | 20  | 21  | Összesen |

| ● | Megnyitó ünnepség | ● | Versenynap | ● | Döntő(k) | ● | Záró ünnepség |

## Részt vevő nemzetek
Vastagítással kiemelve szerepel azon kettő ország neve, amelyek első alkalommal vettek részt nyári olimpián
| - Afganisztán (AFG) (3) - Albánia (ALB) (6) - Algéria (ALG) (67) - Amerikai Szamoa (ASA) (4) - Amerikai Virgin-szigetek (ISV) (7) - Andorra (AND) (4) - Angola (ANG) (26) - Antigua és Barbuda (ANT) (8) - Argentína (ARG) (215) - Aruba (ARU) (7) - Ausztrália (AUS) (420) - Ausztria (AUT) (72) - Azerbajdzsán (AZE) (56) - Bahama-szigetek (BAH) (29) - Bahrein (BRN) (33) - Banglades (BAN) (7) - Barbados (BAR) (11) - Belgium (BEL) (104) - Belize (BIZ) (3) - Benin (BEN) (6) - Bermuda (BER) (8) - Bhután (BHU) (2) - Bissau-Guinea (GBS) (5) - Bolívia (BOL) (12) - Bosznia-Hercegovina (BIH) (11) - Botswana (BOT) (12) - Brazília (BRA) (465) (rendező) - Brit Virgin-szigetek (IVB) (4) - Brunei (BRU) (3) - Bulgária (BUL) (50) - Burkina Faso (BUR) (5) - Burundi (BDI) (9) - Chile (CHI) (42) - Ciprus (CYP) (15) - Comore-szigetek (COM) (4) - Cook-szigetek (COK) (9) - Costa Rica (CRC) (11) - Csád (CHA) (2) - Csehország (CZE) (104) - Dánia (DEN) (119) - Dél-afrikai Köztársaság (RSA) (135) - Dél-Korea (KOR) (207) - Dél-Szudán (SSD) (3) - Dominikai Közösség (DMA) (2) - Dominikai Köztársaság (DOM) (26) - Dzsibuti (DJI) (7) - Ecuador (ECU) (37) - Egyenlítői-Guinea (GEQ) (1) - Egyesült Államok (USA) (555) - Egyesült Arab Emírségek (UAE) (12) - Egyiptom (EGY) (121) - Elefántcsontpart (CIV) (12) - Eritrea (ERI) (12) - Észak-Korea (PRK) (31) - Észtország (EST) (46) - Etiópia (ETH) (37) - Fehéroroszország (BLR) (120) - Fidzsi-szigetek (FIJ) (53) - Finnország (FIN) (54) - Franciaország (FRA) (392) - Független résztvevők (IOA) (9) - Fülöp-szigetek (PHI) (13) - Gabon (GAB) (6) - Gambia (GAM) (4) - Ghána (GHA) (13) - Görögország (GRE) (92) - Grenada (GRN) (7) - Grúzia (GEO) (40) - Guam (GUM) (5) - Guatemala (GUA) (21) | - Guinea (GUI) (5) - Guyana (GUY) (6) - Haiti (HAI) (10) - Hollandia (NED) (237) - Honduras (HON) (23) - Hongkong (HKG) (37) - Horvátország (CRO) (85) - India (IND) (112) - Indonézia (INA) (28) - Irak (IRQ) (20) - Irán (IRI) (63) - Írország (IRL) (76) - Izland (ISL) (8) - Izrael (ISR) (47) - Jamaica (JAM) (56) - Japán (JPN) (336) - Jemen (YEM) (3) - Jordánia (JOR) (8) - Kajmán-szigetek (CAY) (5) - Kambodzsa (CAM) (6) - Kamerun (CMR) (22) - Kanada (CAN) (310) - Katar (QAT) (37) - Kazahsztán (KAZ) (101) - Kelet-Timor (TLS) (3) - Kenya (KEN) (79) - Kína (CHN) (392) - Kirgizisztán (KGZ) (19) - Kiribati (KIR) (3) - Kolumbia (COL) (143) - Kongói Demokratikus Köztársaság (COD) (4) - Kongói Köztársaság (CGO) (10) - Koszovó (KOS) (8) - Közép-afrikai Köztársaság (CAF) (6) - Kuba (CUB) (117) - Laosz (LAO) (6) - Lengyelország (POL) (234) - Lesotho (LES) (8) - Lettország (LAT) (32) - Libanon (LIB) (9) - Libéria (LBR) (2) - Líbia (LBA) (7) - Liechtenstein (LIE) (3) - Litvánia (LTU) (67) - Luxemburg (LUX) (10) - Macedónia (MKD) (6) - Madagaszkár (MAD) (6) - Magyarország (HUN) (156) - Malajzia (MAS) (32) - Malawi (MAW) (5) - Maldív-szigetek (MDV) (4) - Mali (MLI) (6) - Málta (MLT) (7) - Marokkó (MAR) (48) - Marshall-szigetek (MHL) (5) - Mauritánia (MTN) (2) - Mauritius (MRI) (11) - Menekültek olimpiai csapata (ROT) (10) - Mexikó (MEX) (123) - Mianmar (MYA) (7) - Mikronézia (FSM) (5) - Moldova (MDA) (23) - Monaco (MON) (3) - Mongólia (MGL) (43) - Montenegró (MNE) (34) - Mozambik (MOZ) (6) - Nagy-Britannia (GBR) (366) - Namíbia (NAM) (10) | - Nauru (NRU) (2) - Németország (GER) (418) - Nepál (NEP) (7) - Nicaragua (NCA) (5) - Niger (NIG) (6) - Nigéria (NGR) (71) - Norvégia (NOR) (62) - Olaszország (ITA) (309) - Omán (OMA) (4) - Oroszország (RUS) (285) - Örményország (ARM) (31) - Pakisztán (PAK) (7) - Palau (PLW) (5) - Palesztina (PLE) (6) - Panama (PAN) (10) - Pápua Új-Guinea (PNG) (8) - Paraguay (PAR) (11) - Peru (PER) (29) - Portugália (POR) (90) - Puerto Rico (PUR) (40) - Románia (ROU) (95) - Ruanda (RWA) (7) - Saint Kitts és Nevis (SKN) (7) - Saint Lucia (LCA) (5) - Saint Vincent és a Grenadine-szigetek (VIN) (4) - Salamon-szigetek (SOL) (3) - Salvador (ESA) (8) - San Marino (SMR) (5) - São Tomé és Príncipe (STP) (3) - Seychelle-szigetek (SEY) (10) - Sierra Leone (SLE) (4) - Spanyolország (ESP) (307) - Srí Lanka (SRI) (9) - Suriname (SUR) (6) - Svájc (SUI) (103) - Svédország (SWE) (150) - Nyugat-Szamoa (SAM) (8) - Szaúd-Arábia (KSA) (11) - Szenegál (SEN) (22) - Szerbia (SRB) (103) - Szingapúr (SIN) (25) - Szíria (SYR) (7) - Szlovákia (SVK) (52) - Szlovénia (SLO) (63) - Szomália (SOM) (2) - Szudán (SUD) (6) - Szváziföld (SWZ) (2) - Tádzsikisztán (TJK) (7) - Tajvan (TPE) (57) - Tanzánia (TAN) (7) - Thaiföld (THA) (54) - Togo (TOG) (5) - Tonga (TGA) (7) - Törökország (TUR) (100) - Trinidad és Tobago (TTO) (28) - Tunézia (TUN) (61) - Tuvalu (TUV) (1) - Türkmenisztán (TKM) (9) - Uganda (UGA) (21) - Új-Zéland (NZL) (199) - Ukrajna (UKR) (203) - Uruguay (URU) (17) - Üzbegisztán (UZB) (70) - Vanuatu (VAN) (4) - Venezuela (VEN) (87) - Vietnám (VIE) (23) - Zambia (ZAM) (7) - Zimbabwe (ZIM) (31) - Zöld-foki Köztársaság (CPV) (5) |

## Éremtáblázat
(A táblázatban Magyarország és a rendező nemzet csapata eltérő háttérszínnel kiemelve.)
| A 2016. évi nyári olimpiai játékok éremtáblázatának első tíz helyezettje | A 2016. évi nyári olimpiai játékok éremtáblázatának első tíz helyezettje | A 2016. évi nyári olimpiai játékok éremtáblázatának első tíz helyezettje | A 2016. évi nyári olimpiai játékok éremtáblázatának első tíz helyezettje | A 2016. évi nyári olimpiai játékok éremtáblázatának első tíz helyezettje | Olimpia  |
| ------------------------------------------------------------------------ | ------------------------------------------------------------------------ | ------------------------------------------------------------------------ | ------------------------------------------------------------------------ | ------------------------------------------------------------------------ | -------- |
|                                                                          | Ország                                                                   | Arany                                                                    | Ezüst                                                                    | Bronz                                                                    | Összesen |
| 1.                                                                       | Egyesült Államok (USA)                                                   | 46                                                                       | 37                                                                       | 38                                                                       | 121      |
| 2.                                                                       | Nagy-Britannia (GBR)                                                     | 27                                                                       | 23                                                                       | 17                                                                       | 67       |
| 3.                                                                       | Kína (CHN)                                                               | 26                                                                       | 18                                                                       | 26                                                                       | 70       |
| 4.                                                                       | Oroszország (RUS)                                                        | 19                                                                       | 17                                                                       | 20                                                                       | 56       |
| 5.                                                                       | Németország (GER)                                                        | 17                                                                       | 10                                                                       | 15                                                                       | 42       |
| 6.                                                                       | Japán (JPN)                                                              | 12                                                                       | 8                                                                        | 21                                                                       | 41       |
| 7.                                                                       | Franciaország (FRA)                                                      | 10                                                                       | 18                                                                       | 14                                                                       | 42       |
| 8.                                                                       | Dél-Korea (KOR)                                                          | 9                                                                        | 3                                                                        | 9                                                                        | 21       |
| 9.                                                                       | Olaszország (ITA)                                                        | 8                                                                        | 12                                                                       | 8                                                                        | 28       |
| 10.                                                                      | Ausztrália (AUS)                                                         | 8                                                                        | 11                                                                       | 10                                                                       | 29       |
|                                                                          |                                                                          |                                                                          |                                                                          |                                                                          |          |
| 12.                                                                      | Magyarország (HUN)                                                       | 8                                                                        | 3                                                                        | 4                                                                        | 15       |

## Az olimpia legjobb sportolói
A Nemzeti Olimpiai Bizottságok Szövetsége (Association of National Olympic Committees (ANOC)) 2016. novemberi közgyűlésén a riói olimpia legjobb sportolóinak Mónica Puig Puerto Ricó-i teniszezőnőt és Wayde van Niekerk dél-afrikai atlétát választotta. A női csapatok közül a brit gyeplabda-válogatott, a férfi együtteseknél a Fidzsi-szigeteki hetesrögbi-csapat kapta az olimpia legjobbjának járó elismerést.